# Poal
Poal (oficialmente y en catalán, El Poal) es un municipio español de la provincia de Lérida, en la comunidad autónoma de Cataluña. El término municipal, situado en la comarca de Plana de Urgel y perteneciente al partido judicial de Balaguer, tiene una población de 653 habitantes (INE 2024). Se encuentra entre los municipios de Bellvís y Liñola. 

## Historia
Hacia mediados del siglo XIX, el lugar, por entonces perteneciente a Bellvís, tenía contabilizada una población de 110 habitantes. Aparece descrito en el decimotercer volumen del Diccionario geográfico-estadístico-histórico de España y sus posesiones de Ultramar de Pascual Madoz con las siguientes palabras:

POAL: l. del distr. municipal de Bellvis en la prov. de Lérida (3 leg.), part. jud. de Balaguer (2), aud. terr. y c. g. de Barcelona (17 1/3), dióc. de Seo de Urgel (17). sit. en la llanura del Urgel, en un sitio muy despejado; su clima es frio y triste, pero en el verano es muy cálido; se padecen algunas tercianas y calenturas, producidas por la humedad de las nieblas. Se compone de unas 15 ó 20 casas, inclusa la consistorial, en la que está la cárcel; los niños acuden á la escuela de Bellvis, por la que el ayunt. contribuye á aquel maestro con un módico salario. La igl. parr. (La Degollacion de San Juan Bautista) está servida por un rector, siendo el curato de térm., y comprende la aneja de Archs con su agregado de Tarroja y el térm. rural de Remolins: junto á ella y á la parte de E. existe el cementerio, al estremo del pueblo. Confina el térm. por el N. con el de Tarroja (Archs) (1/4 de hora); E. el de Liñola (1/2) y Palau (1/4); S. el rural de Gateu (Bellvis) (1/2), y O. el de Archs (1/4); estendiéndose 1/2 de N. á S. y otra 1/2 de E. á O.: comprende dentro de su jurisd. 2 balsas, cuyas aguas sirven para el consumo de los vec.; 2 térm. rurales denominados de Remolins y Gimenells y una pequeña acequia, en la que se reunen las aguas sobrantes del alto Urgel en tiempo de lluvias, las cuales dan movimiento á la piedra de un molino harinero. El terreno es muy fuerte, fértil y productivo, y á propósito para la sembradura de toda clase de cereales. caminos: locales, en buen estado: la correspondencia se recibe de la cartería de Mollerusa por cuenta de los interesados. prod.: trigo, centeno, cebada, legumbres, barrilla, vino, poco aceite y yerbas de pasto que utiliza el ganado lanar; hay tambien yeguar, mular y vacuno para la labranza; y caza de liebres y perdices. ind.: un molino harinero y otro de aceite. pobl.: 15 vec., 110 alm. riqueza imp.: 36,683 rs. contr.: el 14'48 por 100 de esta riqueza.
(Madoz, 1849, p. 88)

Poal se segregó de Bellvís de cara al censo de 1930 y pasó a conformar un ayuntamiento independiente.

## Demografía
Cuenta con una población de 653 habitantes (INE 2024).
| Gráfica de evolución demográfica de El Poal entre 1842 y 2021 |
| |
| Población de derecho según los censos de población del INE Población de hecho según los censos de población del INEEn estos censos se denominaba Poal: 1842, 1940, 1950, 1960, 1970 y 1981 Entre el censo de 1857 y el anterior, este municipio desaparece porque se integra en el municipio 25052 (Bellvís) Entre el censo de 1930 y el anterior, aparece este municipio porque se segrega del municipio 25052 (Bellvís) |